# 마쓰다이라 노부노리 (1855년)

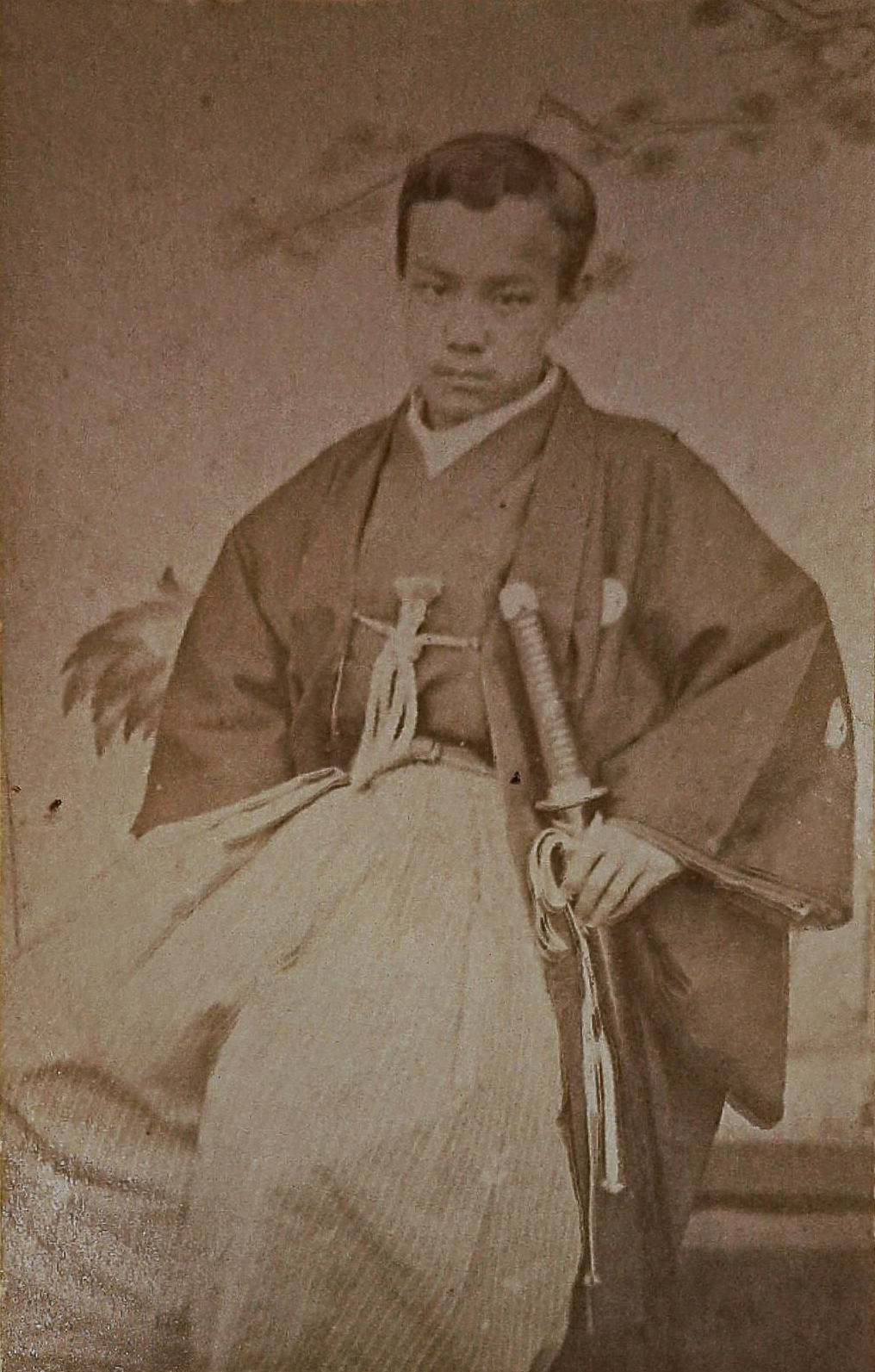
마쓰다이라 노부노리

마쓰다이라 노부노리(일본어: 松平喜徳)는 막말의 다이묘이며 메이지 시대의 화족이다. 작위는 자작. 아이즈 마쓰다이라 가(会津松平家) 제10대 당주, 모리야마 마쓰다이라 가(守山松平家, 미토 분가) 제9대 당주이다. 초명은 요쿠마로(余九麿), 아키노리(昭則)이다.
친부는 미토번 제9대 번주 도쿠가와 나리아키(徳川斉昭)이며 양부는 아이즈번 제9대 번주 마쓰다이라 가타모리(松平容保), 마쓰카와 번주 마쓰다이라 요리유키(松平頼之).
|  | 제1대 (모리야마)마쓰다이라 자작가 당주 1884년 ~ 1891년 | 후임 마쓰다이라 요리히라 |

| 전임 마쓰다이라 가타모리 | 제10대 아이즈 마쓰다이라가 당주 1868년 ~ 1869년 | 후임 마쓰다이라 가타하루 |

| 전임 마쓰다이라 요리유키 | 제9대 모리야마 마쓰다이라가 당주 1873년 ~ 1891년 | 후임 마쓰다이라 요리히라 |

| 전임 마쓰다이라 가타모리 | 제10대 아이즈번 번주 (아이즈 마쓰다이라가) 1868년 | 후임 보신 전쟁 패전으로 인한 영지 몰수 및 폐번 |